# StarHub
StarHub Limited – przedsiębiorstwo telekomunikacyjne funkcjonujące w Singapurze. Operator oferuje rozwiązania telekomunikacyjne, w których mieszczą się usługi telefoniczne (mobilne i stacjonarne), dostęp do internetu oraz telewizja kablowa. Przedsiębiorstwo zostało założone w 1998 roku.